# 直线竞速赛

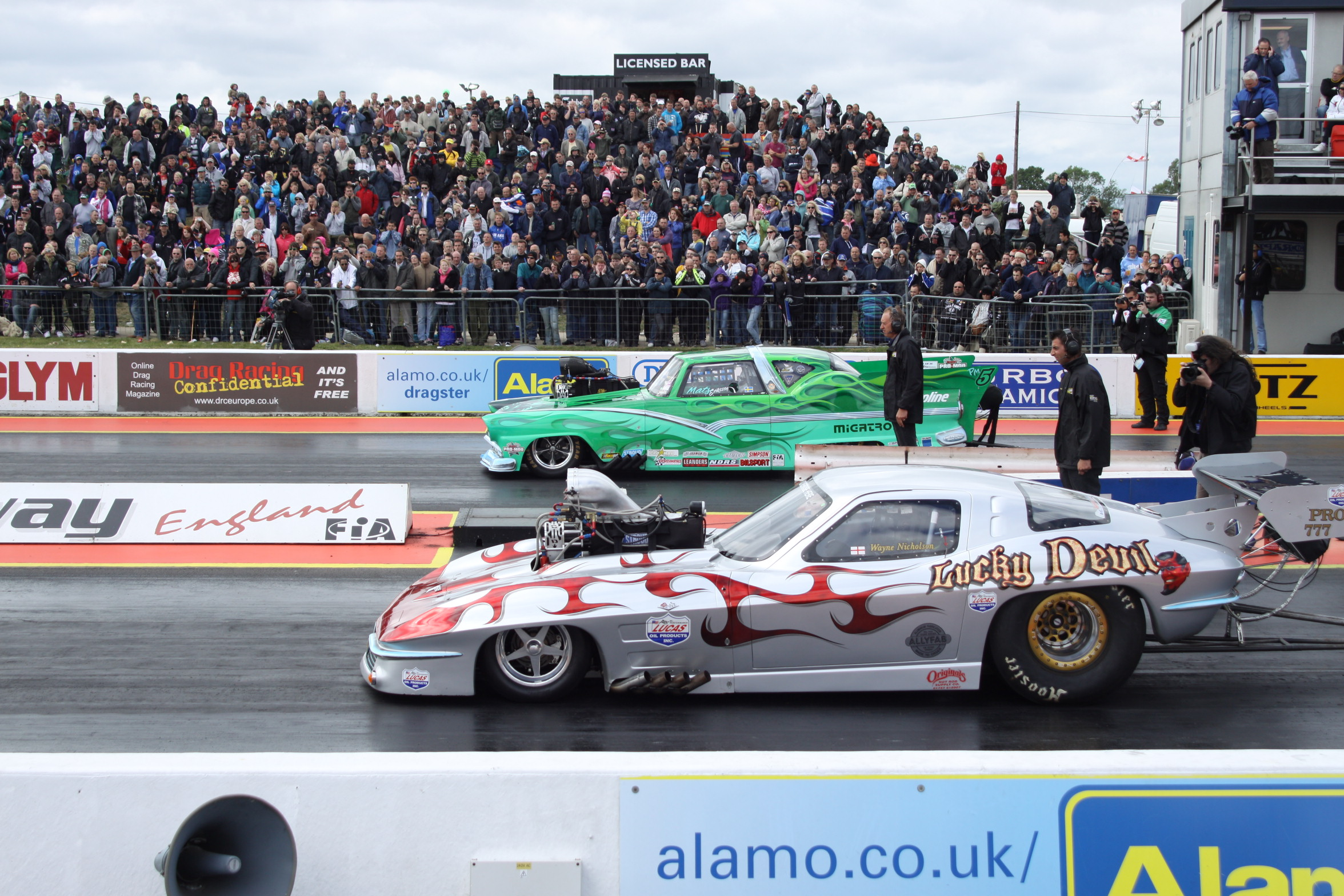
賽車在起跑線上準備起跑（2011年國際汽聯歐洲飆車錦標賽）

直线竞速赛（Drag racing），是汽车场地比赛项目之一，比赛依不同的车型以及引擎的容积分为12-14级别，在两条并列长1,500米，各宽15米的直线柏油跑道上进行，在两辆车之间进行，采取定点发车方式完成一定距离的比赛。
主要直线加速赛认证机构认可的距离有四种：
- 330英尺（100.58米） (1/16 英里) - 适用于青少年直线加速赛，年满五岁的车手即可参加。
- 660英尺（201.17米） (1/8 英里) - 适用于俱乐部赛道、专业改装车和“山地引擎”专业原厂车类别。这是青少年直线加速赛使用的最大距离。
- 1,000英尺（304.80米） (3/16 英里 10 英尺) - 适用于硝基甲烷动力类别（顶级燃料和滑稽车）。这一距离从 2008 年 7 月开始成为这些类别的标准，从科罗拉多州莫里森的一英里高空全国赛开始。三周前，在新泽西州英格利斯敦发生了一起致命车祸，一辆滑稽车在刹车和降落伞失灵的情况下爆炸，撞上了一台电视转播起重机。[2]
- 1,320英尺（402.34米）(1/4 英里) - 这项运动的标准距离，用于大多数类别（专业股票类别和超级类别、酒精燃料类别和大多数比赛）。

## 安全措施
由於比賽著重加速，失控情況時有發生，嚴重時汽車甚至會高速翻滾十數週，至汽車解體及著火燃燒。因此，參賽車輛不論級別都需要安裝防滾架，以保護駕駛者的生命。駕駛者亦需要穿著防火衣、頭盔和護頸圈。賽車場上亦一定會有消防車、救護車甚至救護直昇機戒備。